# Adolf Schlabitz

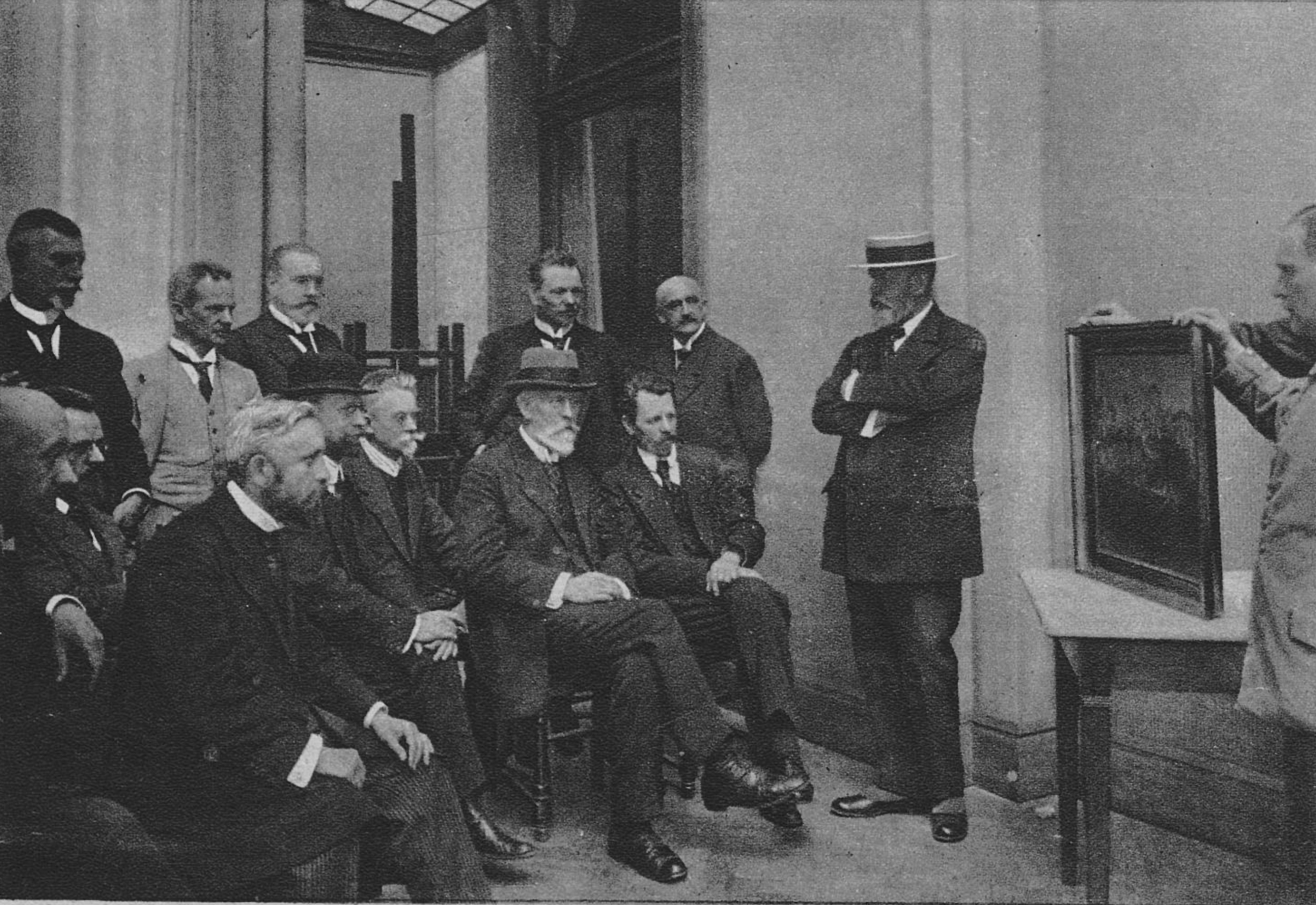
Die Jury der Großen Berliner Kunstausstellung 1917 bei der Arbeit. Dritter von links sitzend Adolf Schlabitz

Adolf Gustav Schlabitz (* 7. Juni 1854 in Groß-Wartenberg (Schlesien); † 4. September 1943 in Brixlegg (Tirol)) war ein deutscher Porträt- und Genremaler und Professor an der Königlichen akademischen Hochschule für bildende Künste in Berlin.

## Leben

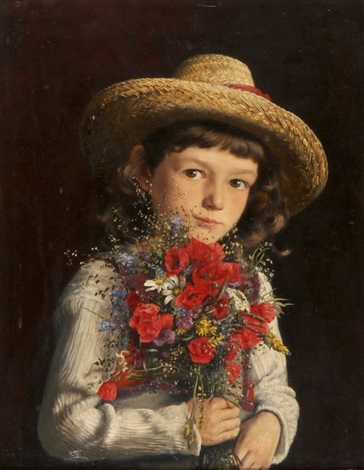
Mädchen mit Blumenstrauss

Adolf Schlabitz wurde als zweites Kind eines Seifensiedemeisters 1854 in Groß-Wartenberg (Schlesien) geboren. Mit 21 Jahren wurde er 1875 Schüler (u. a. bei Paul Thumann, Otto Knille, Karl Gussow und Ernst Hildebrand) an der Kunstakademie in Berlin, die er bis 1882 besuchte. Mit Hilfe eines Stipendiums (Rohr’scher Preis), das er für das Bild „Gerichtsverhandlung im Schwurgerichtssaal des Breslauer Landgerichts“ erhielt, konnte er ab 1883 unter anderem seine Studien an der Académie Julian in Paris unter Jules-Joseph Lefebvre und Gustave Boulanger fortsetzen. Weitere Studienreisen führten ihn durch Europa und in die USA. Nach seiner Rückkehr aus Frankreich lebte er zunächst drei Jahre in München, bevor er 1887 nach Berlin zog und eine private Zeichen- und Malschule eröffnete. Parallel zu dieser Tätigkeit war Schlabitz etwa zwanzig Jahre Assistent von Ernst Henseler an der Technischen Hochschule. 1908 übernahm er die Assistenz in der Zeichenklasse von Ernst Hancke an der königlichen akademischen Hochschule für bildende Künste. 1911 wurde ihm auf Antrag von Anton von Werner für seine „hervorragende künstlerische Lehrtätigkeit“ und sein künstlerisches Werk der Professorentitel zuerkannt. Während seiner Lehrtätigkeit, die er bis 1918 wahrnahm, gehörten zu seinen Schülern:
- Lyonel Feininger (1871–1956)
- Albert Windisch (1878–1967)
- Elsa Genest-Arndt (1882–1956)
- Ernst Kolbe (1895–1945)
- Alexander Kolde (1886–1963)
- Ernst Lübbert (1879–1915)
- August Brömse (1873–1925)

1907 fertigte er für das Realgymnasium der Stadt Eilenburg (heute Volkshochschule Nordsachsen) das Monumentalgemälde „Martin Rinckarts Bittgottesdienst“ an.
Bereits 1901 erwarb er ein Haus („Brantnerhäusl“) mit Grundstück in Brixlegg, das er zunächst als Feriendomizil im Sommer und ab 1921 als ständigen Wohnsitz nutzte.
Neben der Malerei galt seine Leidenschaft dem Sammeln von Volkskunst (ethnographische Sammlung). Adolf Schlabitz war sowohl Mitglied in der Preußischen Akademie der Künste, im Berliner Kunstverein sowie im Verein Berliner Künstler. Von 1935 bis April 1941 gehörte er (als ältestes Mitglied) der Ateliergemeinschaft Klosterstraße (Atelier Nr. 105) an.
Schlabitz war Freimaurer und gehörte seit 1896 der Loge Urania zur Unsterblichkeit in Berlin an. In einzelne seiner Werke flossen freimaurerische Ideen ein, darunter die Gemälde „Freimaurerstillleben“ und „Der Dombau“.
Schlabitz verstarb 1943 wenige Monate nach seinem 89. Geburtstag in Brixlegg und wurde in Groß-Wartenberg beigesetzt.

## Werke (Auswahl)

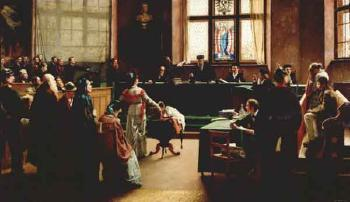
Gerichtsverhandlung im Schwurgerichtssaal des Breslauer Landgericht 1882

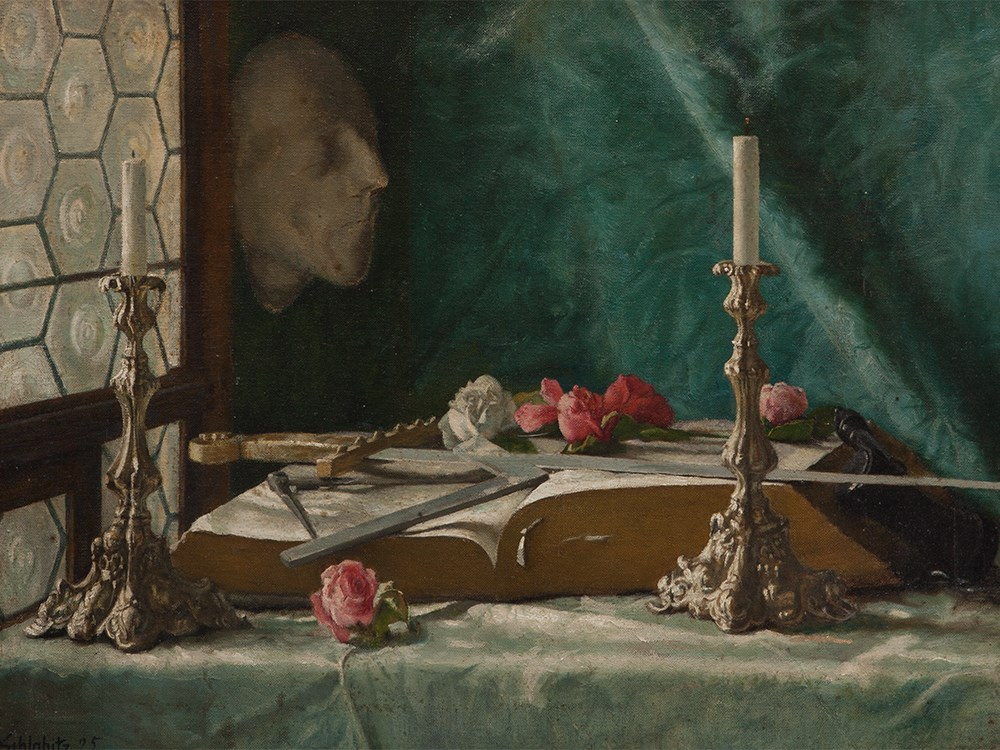
Adolf Schlabitz – Freimaurer-Stillleben 1925

- Gerichtsverhandlung im Schwurgerichtssaal des Breslauer Landgerichts, 1882
- Das grüne Fräulein, 1882
- Mitwirkung am Sedan-Panorama von Anton von Werner, Rundbild im Sedan-Panorama am Bahnhof Alexanderplatz in Berlin, 1883
- Ein Solo, 1886
- Die Bresche von Leuthen, 1887
- Tiroler Landschaft im Unterinntal, 1887
- Old huntsman, 1889
- Halbportrait einer jungen Tirolerin im Profil, 1903
- Molvenosee, 1906
- Martin Rinckarts Bittgottesdienst, Aula des Realgymnasiums, Eilenburg 1907
- Tiroler Jäger, 1915
- Junger Soldat mit Zigarette, 1915
- An orange tree, 1918
- Das rote Fenster, 1919
- Der Namenstag, 1923
- Freimaurer Stillleben, 1925
- Abendstimmung im winterlichen Rattenberg am Inn, 1933
- Kathel’s Heimkehr
- Mädchen mit Blumenstrauss

## Ausstellungen (Auswahl)
- Zweiunddreißigste Grosse Gemälde Ausstellung des Kunstvereins in Bremen, 1900
- Ausstellung der Freien Sezession Berlin, 1916
- Kunstausstellung Berlin, 1919
- 100 Jahre Berliner Kunst, Verein Berliner Künstler, 1929
- Große Berliner Kunstausstellung, 1896–1915
- Ausstellung von Gemälden der schlesischen Künstler Erich Kubierschky, Adolf Schlabitz zu Ehren ihres 80. Geburtstages, 1934
- Große Deutsche Kunstausstellung, München, 1937
- Ausstellung „Deutsche Malerei – Freundschaftsgeschenk des polnischen Volkes an das deutsche Volk“, Berlin, 1953/54